# La Porte des âmes
La Porte des âmes est la vingt et unième histoire de la série Yoko Tsuno de Roger Leloup. Elle est publiée pour la première fois du no 3033 au no 3044 du journal Spirou, puis en album en 1996.

## Univers

### Synopsis
Bien longtemps avant le début de l'histoire, les savants vinéens ont transféré leurs connaissances dans l'âme d'Isora. Celle-ci s'est suicidée après avoir copié son âme dans quatre copies à son image et s'être incarnée dans un robot volant : un djing.
Isora décida de récupérer son âme et obtint les deux premières copies. Mais la troisième copie, Éthéra, fuit et tenta de se suicider. Pilote du seigneur Gulta, son âme fut transférée dans une criminelle, Litsy (qui avait pris la place d'une autre lors de la fuite de Vinéa, condamnant celle-ci à une mort certaine) pendant que le corps d'Éthéra était confié à Wodek qui devait le réparer.
C'est là qu'intervint Yoko : alors qu'Éthéra, devenue un cyborg doté de l'âme de Litsy, copiait la sienne depuis cette dernière et alla voir Isora dans le but de la tuer, Yoko tenta de l'aider et empêcha Isora de se réincarner en sa fille Litsy.
Isora, prenant la fuite sous la forme du djing, sera frappée par la foudre rouge d'Ultima et le djing récupéré par Yoko. Éthéra acceptera finalement l'âme d'Isora et celle de Litsy servira à redonner vie aux deux premières copies.

### Personnages
| Trio                                  | Terriens                 | Alliés Vinéens                                  | Adversaires Vinéens |
| ------------------------------------- | ------------------------ | ----------------------------------------------- | ------------------- |
| - Yoko Tsuno - Vic Vidéo - Pol Pitron | - Rosée du matin - Mieke | - Khâny - Poky - Isora - Litsy - Éthéra - Gulta | - Wodek             |

### Lieux
- Ultima

## Historique
C'est la première histoire de Yoko Tsuno dont les couleurs ont été réalisées à l'ordinateur, par le studio Leonardo.[réf. nécessaire]

## Publication

### Revues
Il a été prépublié dans le journal Spirou numéros 3033 à 3044 du 29 mai au 14 août 1996.

### Album
Cet album est re-publié en 2008 dans le sixième volume de l'Intégrale Yoko Tsuno, Robots d'ici et d'ailleurs.